# Aorist
Aorist (græsk aóristos chrónos (ἀόριστος χρόνος) 'udefineret tid') er en bøjningsform af verberne i en række sprog, f.eks. græsk og sanskrit. I de slaviske sprog kaldes den tilsvarende form for perfektiv.
Aorist udtrykker en forskel i aspekt, dvs. en handling beskrives som overskuet og færdig i modsætning til imperfektiv, der beskriver handlingen i dens vorden. F.eks. oldgræsk égrapsa (ἔγραψα) ~ égraphon (ἔγραφον) og græsk égrapsa (έγραψα) ~ égrafa (έγραφα), hhv. 'jeg skrev' og 'jeg var ved at skrive'.